# Gondar
Gondar (meno comunemente scritto Gonder) (in amharico ge'ez: ጎንደር Gōnder, in antico ጐንደር Gʷandar, pronuncia moderna Gʷender) è un'antica capitale imperiale dell'Etiopia e della provincia storica del Begemder, attualmente parte della regione di Amhara; generalmente ci si riferisce alla vecchia provincia di Begemder chiamandola "la provincia di Gondar". La città si trova a nord del Lago Tana, sulle rive del fiume Angereb e a sud-ovest dei monti Semien.

## Storia

Panorama d'epoca della città imperiale di Gondar

Fino al XVI secolo i negus non erano soliti avere una città come capitale fissa. Muovendosi continuamente attraverso i loro domini, preferivano vivere in lussuosi accampamenti temporanei; il sostentamento della famiglia reale, della guardia imperiale e della corte era garantito attraverso l'esazione di una tassa sulle coltivazioni e sulla legna, pagata dai contadini e dai ras locali. Dal pagamento di questa imposta era esentato il monastero di Debre Berhan, fondato da Zara Yaqob nel 1456.
A partire dall'Imperatore Minas nel 1559, i sovrani d'Etiopia iniziarono a trascorrere sempre più di frequente il periodo primaverile presso il Lago Tana. Questi accampamenti, che fiorirono come città per un breve periodo, includevano Emfraz, Ayba, Gorgora e Dankaz.

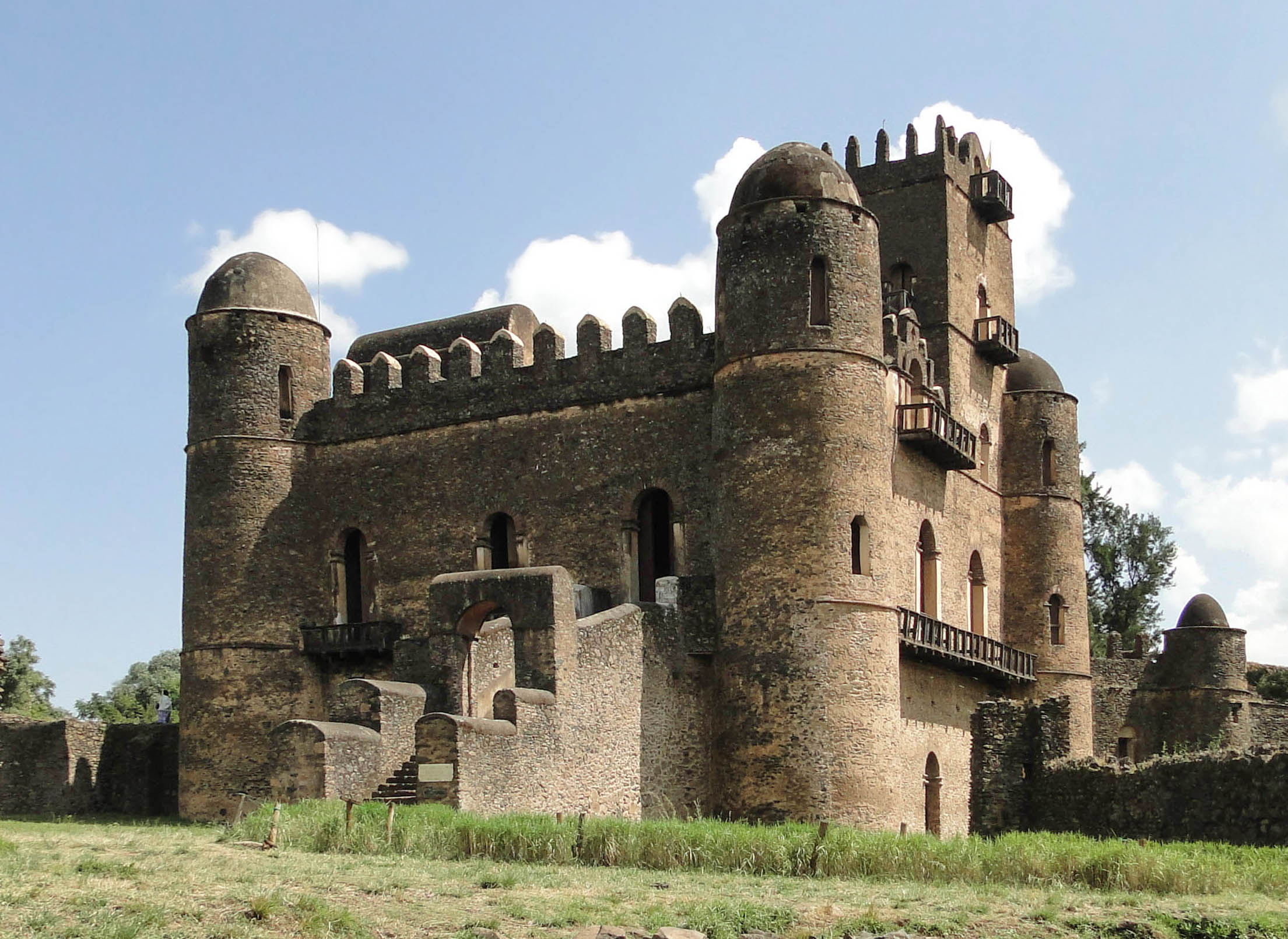
Il Castello di Ghebbi, fatto costruire dall'lmperatore Fasilide.

Gondar venne fondata dall'Imperatore Fasilide attorno al 1635 e crebbe come centro agricolo ed emporio commerciale. Non si sa molto riguardo al nome; una comune superstizione afferma che, nel momento in cui il negus decideva il luogo ove fondare la capitale, questa doveva avere quale lettera iniziale del nome la G. Secondo questa credenza, il negus battezzò così la nuova capitale Gonder (inizialmente pronunciata come Gander); allo stesso modo venne deciso il nome della città di Gorgora (inizialmente Gargara), sviluppatasi dopo il 1600. Sempre secondo la tradizione, fu un bufalo a condurre l'Imperatore Fasilide presso uno stagno vicino ad Angereb, dove un venerabile vecchio eremita avrebbe predetto all'Imperatore che egli avrebbe fondato la capitale proprio in quel luogo. Fasilide fece bonificare lo stagno e vi costruì il proprio castello. L'Imperatore fece anche realizzare sette chiese; le prime due, Fit Mikael e Fit Abbo, furono costruite per porre fine a delle epidemie. I cinque imperatori che gli succedettero sul trono fecero costruire anch'essi i propri palazzi a Gondar.

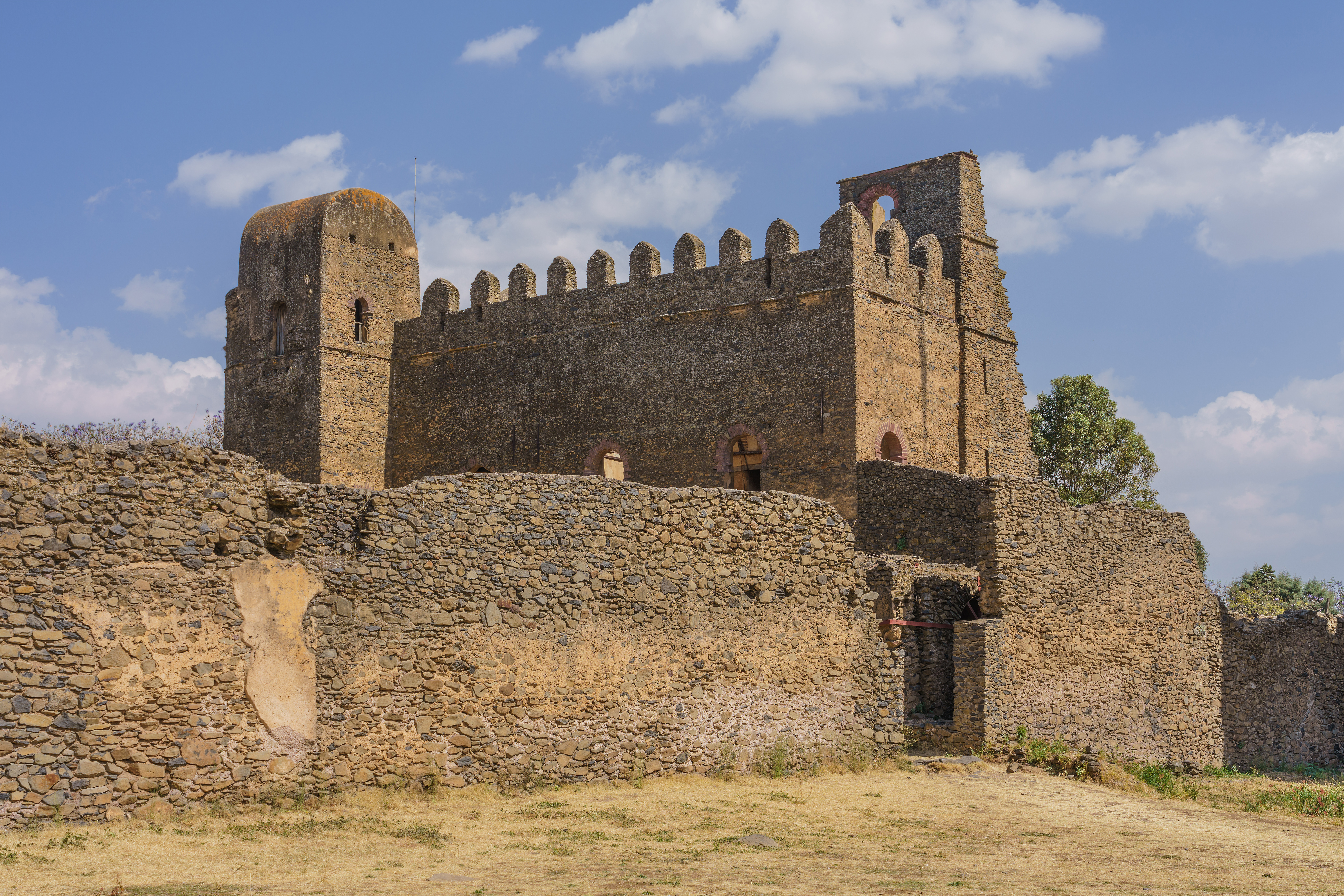
Il Fasil Ghebbi, fatto costruire dall'imperatore Iyasu I

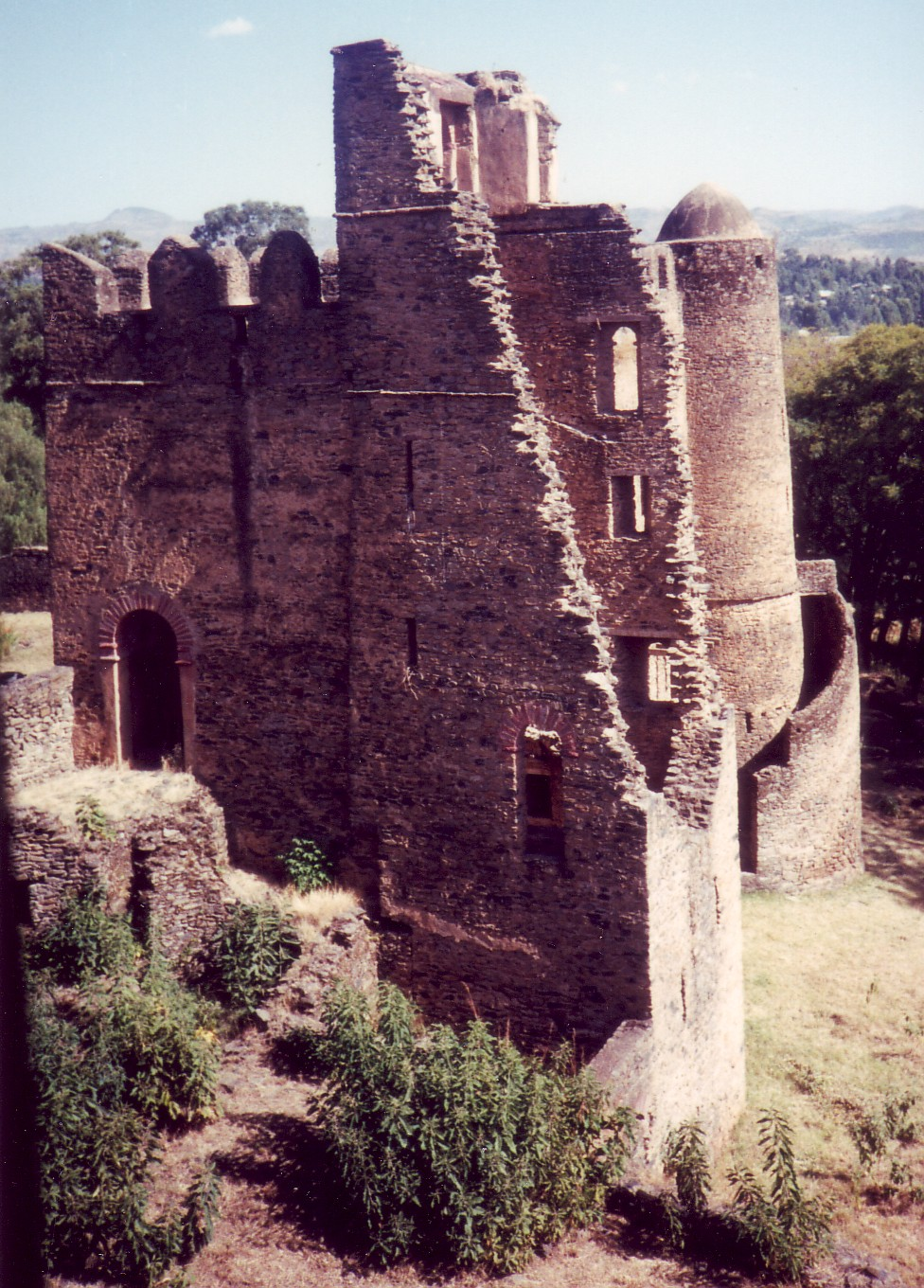
Palazzo di Iyasu.

Nel 1668, in seguito a un concilio della chiesa locale, l'Imperatore Giovanni I ordinò che gli abitanti di Gondar fossero divisi per religione: i musulmani vennero spostati nell'arco di due anni in un quartiere apposito, chiamato inizialmente Islamge (in amarico "Luogo dell'Islam") o Islam Bet ("Casa dell'Islam") e in seguito Addis Alem. Si ritiene che nel XVII secolo la popolazione di Gondar superasse le 60 000 persone: nel 1678, il vescovo armeno Hovannes, in visita alla città, notava che Gondar era "due volte più grande di Istanbul". Molti degli edifici di questo periodo sono sopravvissuti nonostante i tumulti e la decadenza del diciottesimo secolo. Durante il regno di Iyasu I (1682-1706), la città di Gondar acquisì una propria identità civica: nonostante l'ordine dell'imperatore rivolto ai cittadini di abbandonare la città e di seguirlo nella sua campagna militare contro gli Oromo in Damot e Gojjam, come accaduto per gli imperatori precedenti, essi rifiutarono. Gondar, come capitale,  fu una mescolanza di diverse popolazioni, usi e costumi dell'Etiopia. Come dice Donald Levine, servì come vettore del veloce sviluppo della cultura amarica stessa. E quindi divenne il centro dell'orgoglio nazionale.
La città mantenne il ruolo di capitale dell'Etiopia fino al regno di Teodoro II che dopo la sua incoronazione, avvenuta nel 1855, spostò la capitale imperiale a Magdala. Gondar venne saccheggiata e data alle fiamme più volte: nel 1864, nel dicembre del 1866 e nel 1887 durante l'invasione dell'Etiopia da parte del sultano Abdallahi ibn Muhammad.
Nel corso della Guerra d'Etiopia Achille Starace, alla testa di una colonna motorizzata composta in prevalenza da Camicie nere, occupò la città il 1º aprile 1936. Sotto l'occupazione italiana Gondar sperimentò un certo sviluppo urbanistico e fu dotata di un piano regolatore, opera di Gherardo Bosio. Nel 1938, per iniziativa del governatore Mezzetti, il Genio militare iniziò a restaurare alcuni dei principali edifici storici della città, in particolare il Castello e i Bagni di Fasilide. Durante la Seconda guerra mondiale, nel novembre 1941, le truppe italiane al comando del generale Guglielmo Nasi combatterono qui l'ultima Battaglia di Gondar.
Durante la Guerra civile etiope le forze del Unione democratica etiope ottennero il controllo di larga parte della regione del Begemder e nel 1977 erano sul punto di conquistare la città. Come parte della Operazione Tewodros, verso la fine della Guerra civile etiope, Gondar venne catturata dal Ethiopian People's Revolutionary Democratic Front nel marzo 1991.

## Monumenti e luoghi d'interesse

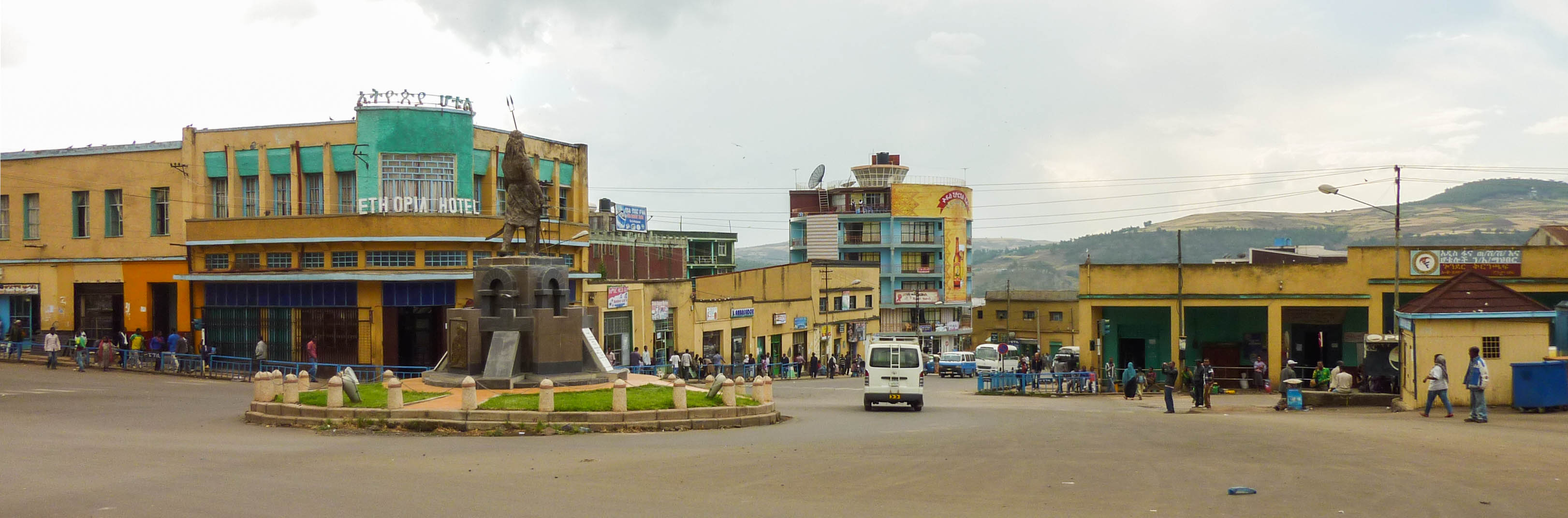
Il centro di Gondar, piazza negus Teodoro II d'Etiopia

Gondar è tradizionalmente divisa in numerosi quartieri: Addis Alem, abitato da musulmani; Kayla Meda, abitato da falascia; Abun Bet, ove è posta la residenza del capo della Chiesa ortodossa etiope; Qagn Bet, il quartiere della nobiltà. La Gondar moderna è un'attrazione turistica popolare per le sue pittoresche rovine nell'area della Cittadella Reale, da cui un tempo gli Imperatori esercitavano il loro potere; è anche un rinomato centro di studi religiosi della Chiesa ortodossa etiope.

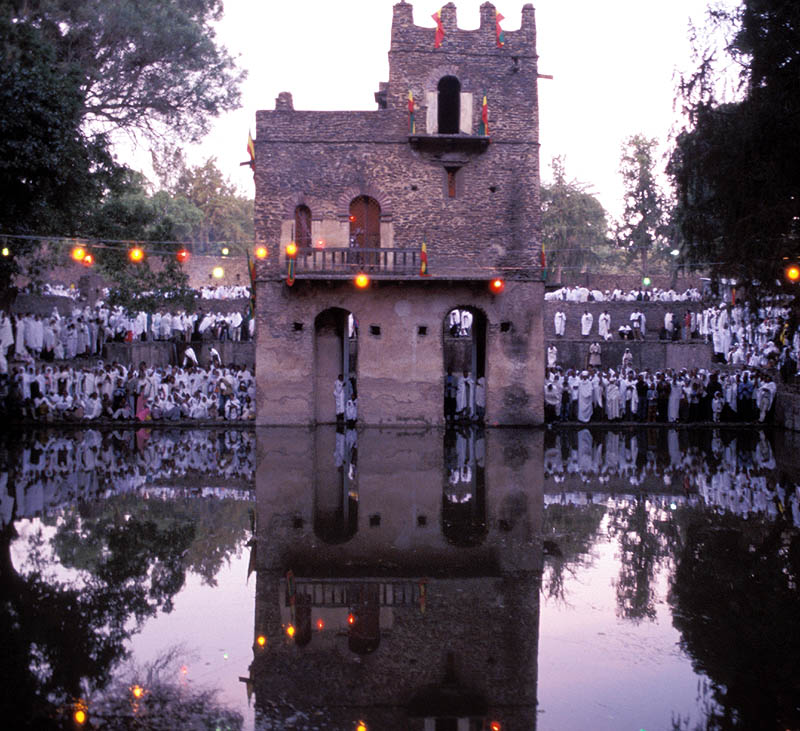
I fedeli affollano i Bagni di Fasilide a Gondar per celebrare Timket, l'Epifania per la Chiesa ortodossa etiope.

Gli edifici più famosi della città si trovano tutti nella Cittadella reale, risalente al XVII secolo. L'intero complesso, che copre un'area di circa 70000 m², è stato dichiarato Patrimonio dell'Umanità dall'UNESCO nel 1979. Il monumento più importante e antico è il Castello di Fasilide, posto nella parte meridionale del complesso; presenta un parapetto merlato, intervallato da quattro torri sormontate dalle caratteristiche cupole. La singolare struttura è frutto di un'insolita mescolanza di elementi locali con influssi moreschi, indiani e portoghesi.
Il Palazzo di Iyasu è situato a nord-est rispetto al castello di Fasilide. Definito un tempo "più bello della casa di Salomone" per i sontuosi arredamenti, che presentavano sedie e specchi veneziani e pareti decorate con foglia d'oro e avori, venne pesantemente danneggiato da un terremoto nel 1704 e dai bombardamenti inglesi durante la Seconda Guerra Mondiale. A nord del Palazzo di Iyasu si trovano le rovine della Sala dei banchetti e delle stalle; a ovest la biblioteca voluta da Giovanni I, pesantemente rimaneggiata durante l'occupazione italiana. Sempre nel lato nord del complesso sorgono le rovine del Salone dell'imperatore Dawit (1716-1721) e della Casa del Canto, ove un tempo si svolgevano riti religiosi e si tenevano spettacoli. Il successore di Dawit, Bakaffa (1721-1730), vi fece erigere una sala dei banchetti e le scuderie. Il Castello di Mentewab venne realizzato per volere della moglie di Bakaffa, e alla stessa si deve il complesso di Kuskuam.
Nelle vicinanze della città, a circa 2 km in direzione nord-ovest, si trovano i Bagni di Fasilide. Il complesso venne molto probabilmente realizzato per ospitarvi cerimonie religiose, simili a quelle che ogni anno si svolgono ancora oggi in occasione del Timkat. Dopo aver riempito la grande vasca rettangolare con le acque di un fiume lontano 500 km e dopo la benedizione di un sacerdote, una folla di fedeli vi fa il bagno. La cerimonia rievoca il Battesimo di Cristo nel Giordano e testimonia il rinnovamento della professione di fede.
La Chiesa di Debre Berhan Selassie, sopravvissuta al saccheggio dei Dervisci sudanesi attorno al 1880, secondo la leggenda grazie all'intervento di un enorme sciame d'api, è una delle più belle chiese dell'Etiopia. Gli affreschi parietali rappresentano un compendio dell'iconografia e della cultura religiosa etiope; particolarmente famose sono le scene in cui è rappresentato l'Inferno. La chiesa è frutto di una ricostruzione del XVIII secolo eseguita sulle rovine di quella precedente, risalente a più di un secolo prima. Fu fatta erigere da Iyasu I. L'edificio è circondato da mura intervallate da dodici torri che simboleggiano gli apostoli, mentre una tredicesima, più imponente e posta all'entrata, simboleggia Cristo, rappresentato sotto forma di Leone di Giuda. Alcuni storici ritengono che Iyasu avesse l'intenzione di trasferirvi l'Arca dell'Alleanza da Axum.
Gondar è dotata di un aeroporto e ospita un'Università con la più importante Facoltà di Medicina del Paese. Il centro di Gondar mostra anche l'influenza architettonica dell'occupazione italiana della fine degli anni trenta. La piazza principale ha negozi caratteristici in porticati, un cinema, e altri edifici pubblici edificati secondo i dettami del Razionalismo italiano, notevoli nonostante le successive alterazioni.

## Società

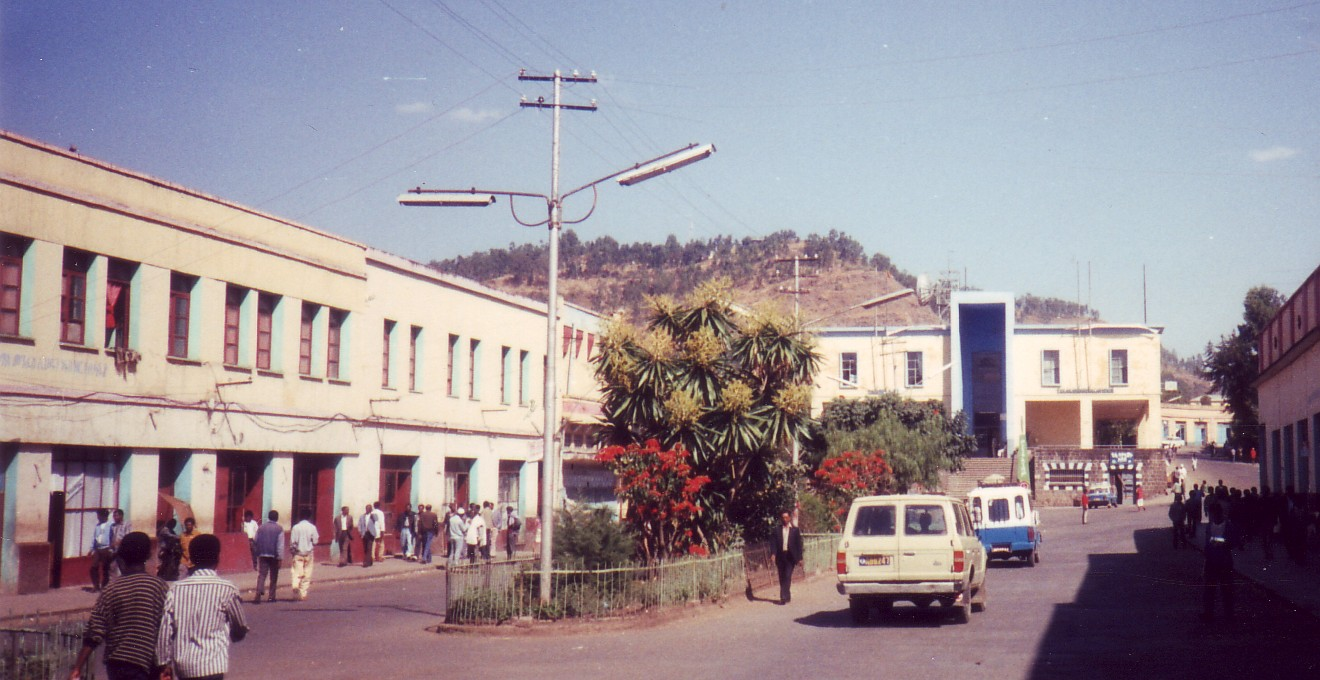
Una piazza di Gondar

### Evoluzione demografica
Le stime 2016 riportano una popolazione di 341 991 persone.
Sulla base dell'ultimo censimento nazionale 2007 condotto dal Central Statistical Agency dell'Etiopia (CSA), Gondar aveva una popolazione totale di 207 044, di cui 98 120 uomini e 108 924 donne. La maggior parte degli abitanti è di religione cristiana ortodossa etiope (l'84,2%), mentre l'11,8% della popolazione ha dichiarato di essere musulmana e 1,1% erano protestanti.
Il censimento nazionale del 1994 riportava una popolazione totale di 112 249 a 21 695 famiglie, di cui 51 366 uomini e 60 883 donne. I tre maggiori gruppi etnici erano Amhara (88,91%), Tigrè (6,74%) il Qemant (2,37%); tutti gli altri gruppi etnici costituivano l'1,98% della popolazione. L'amarico era parlato come prima lingua dal 94,57%, e il 4,67% parlava il Tigrino; il restante 0,76% parlava altre lingue. L'83,31% si professava di religione cristiana ortodosso etiope e il 15.83% della popolazione di fede musulmana.
Sono presenti anche un numero considerevole di ebrei etiopi, i falascia.

## Infrastrutture e trasporti
Il trasporto aereo è garantito dall'aeroporto di Gondar (codice ICAO HAGN, IATA GDQ), noto anche come Aeroporto Atse Tewodros, denominato così in memoria dell'imperatore Atse, Teodoro II d'Etiopia. Si trova a 18 km a sud della città.
Il servizio di autobus intercity è fornito dalla Selam Bus Linea Share Company.

## Città gemellate
- Corvallis, Oregon, Stati Uniti d'America
- Montgomery County (Maryland)
- Rishon LeZion, Israele

## Paesaggio urbano

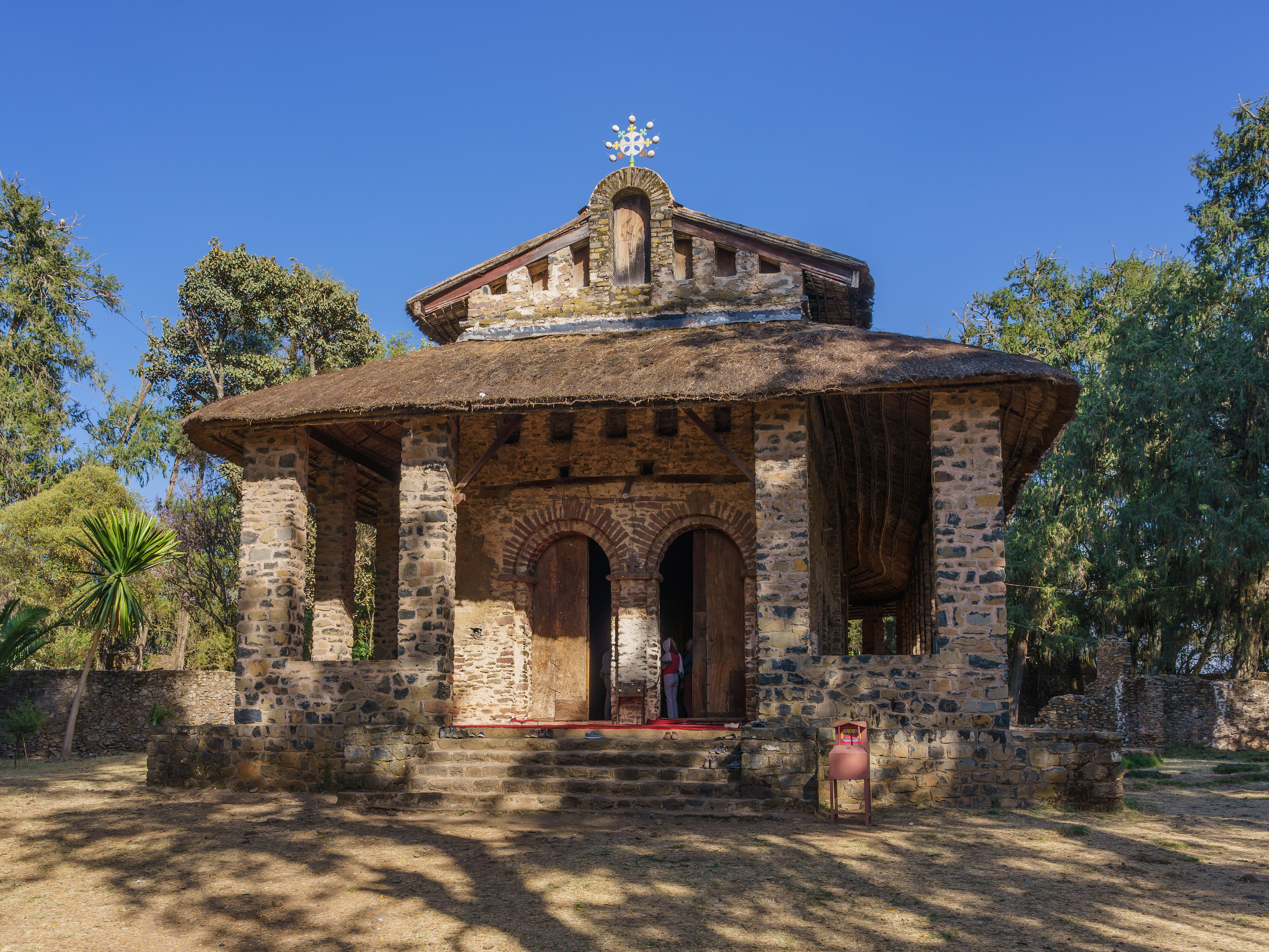
Debre Birhan Selassie
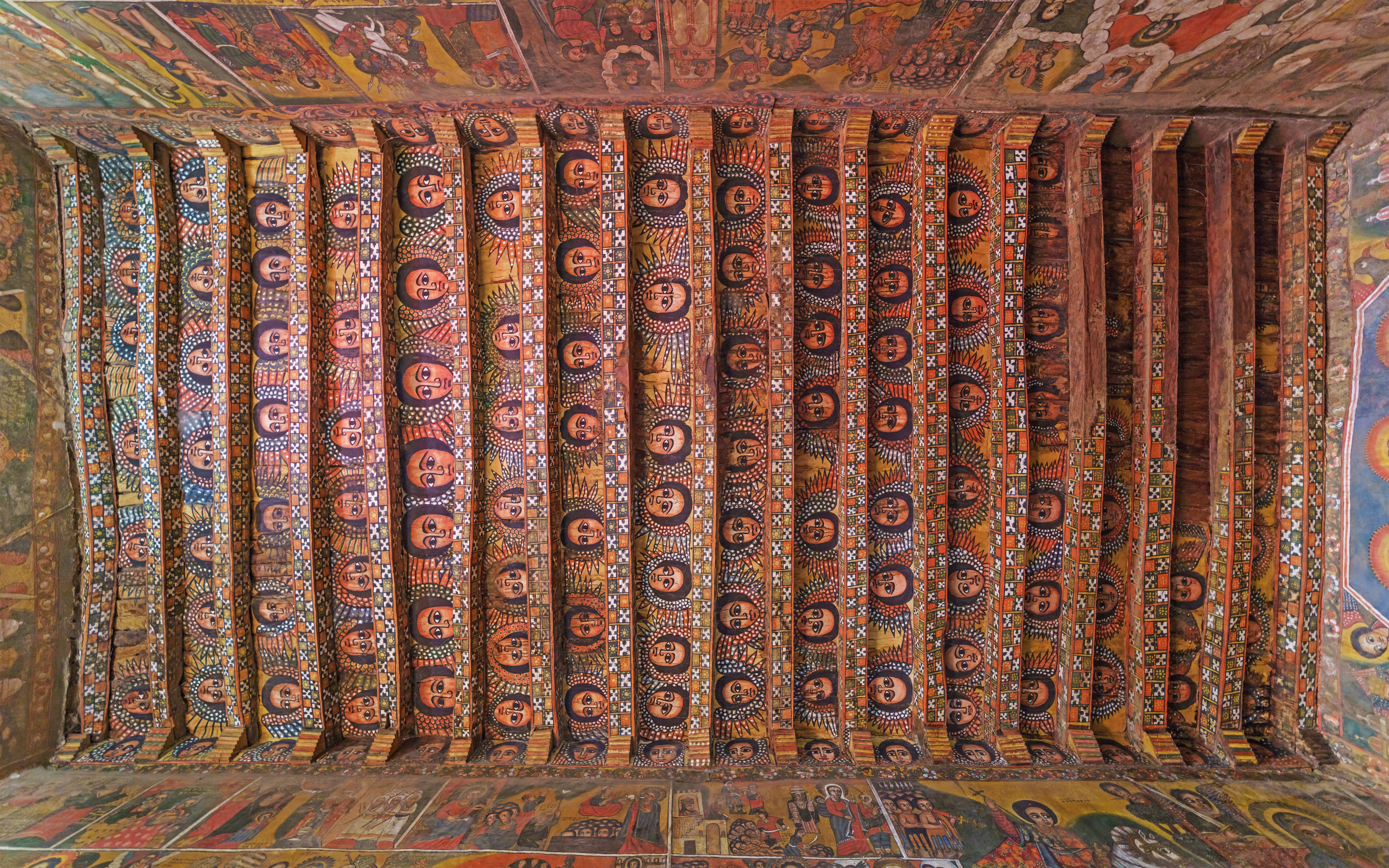
interno Debre Birhan Selassie
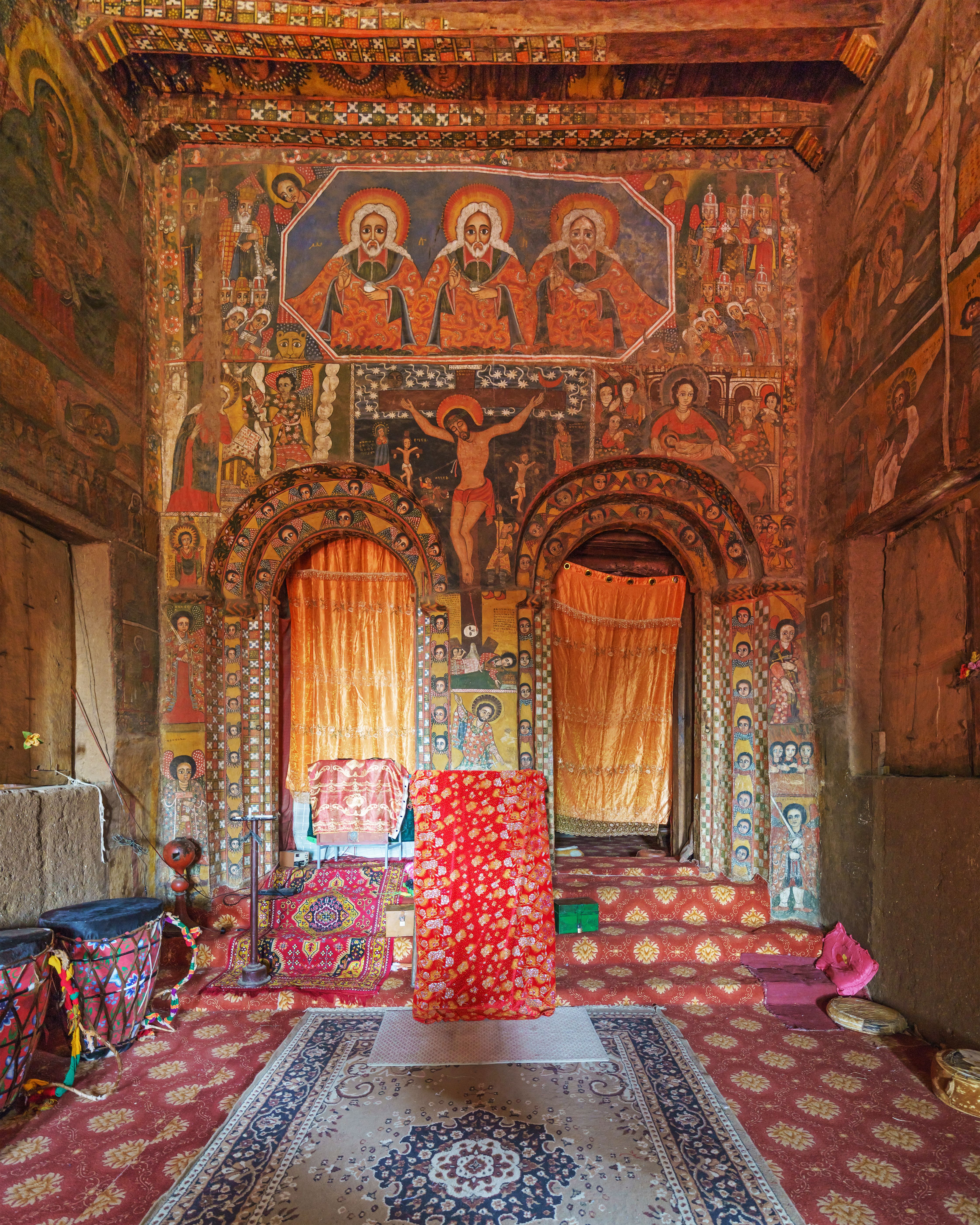
Debre Birhan Selassie
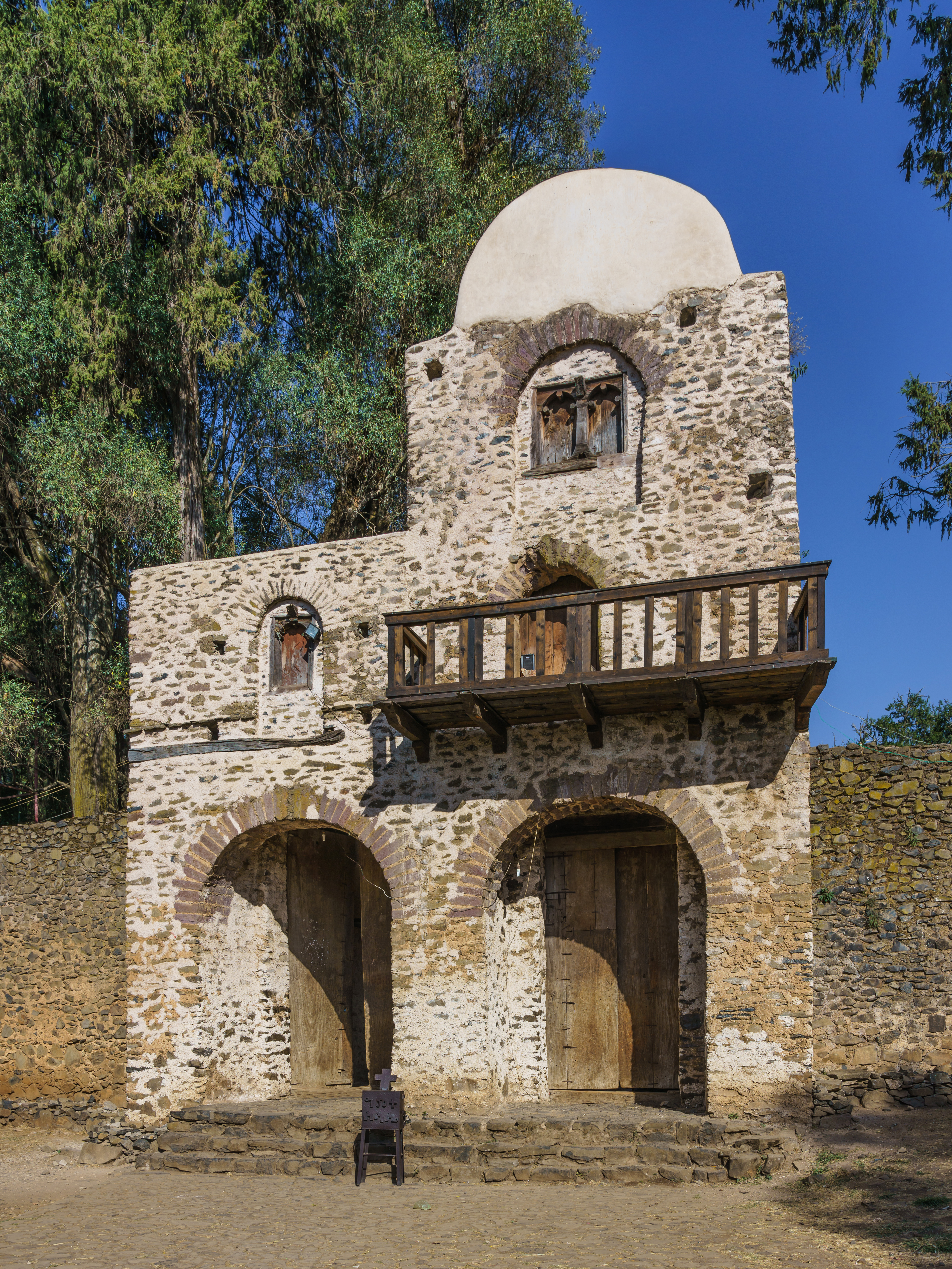
Recinto del monastero di Debre Birhan Selassie
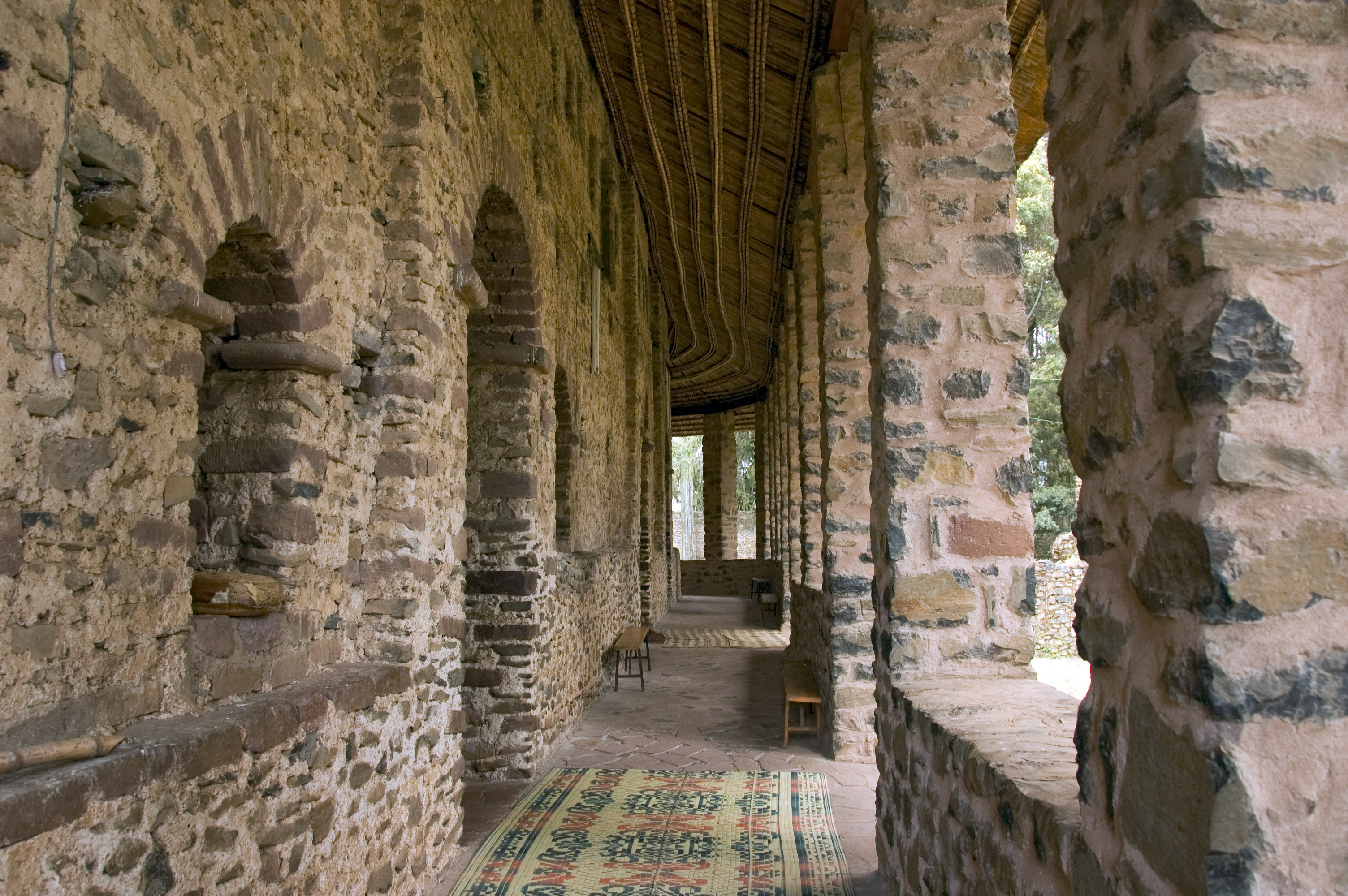
Debre Birhan Selassie, Gondar
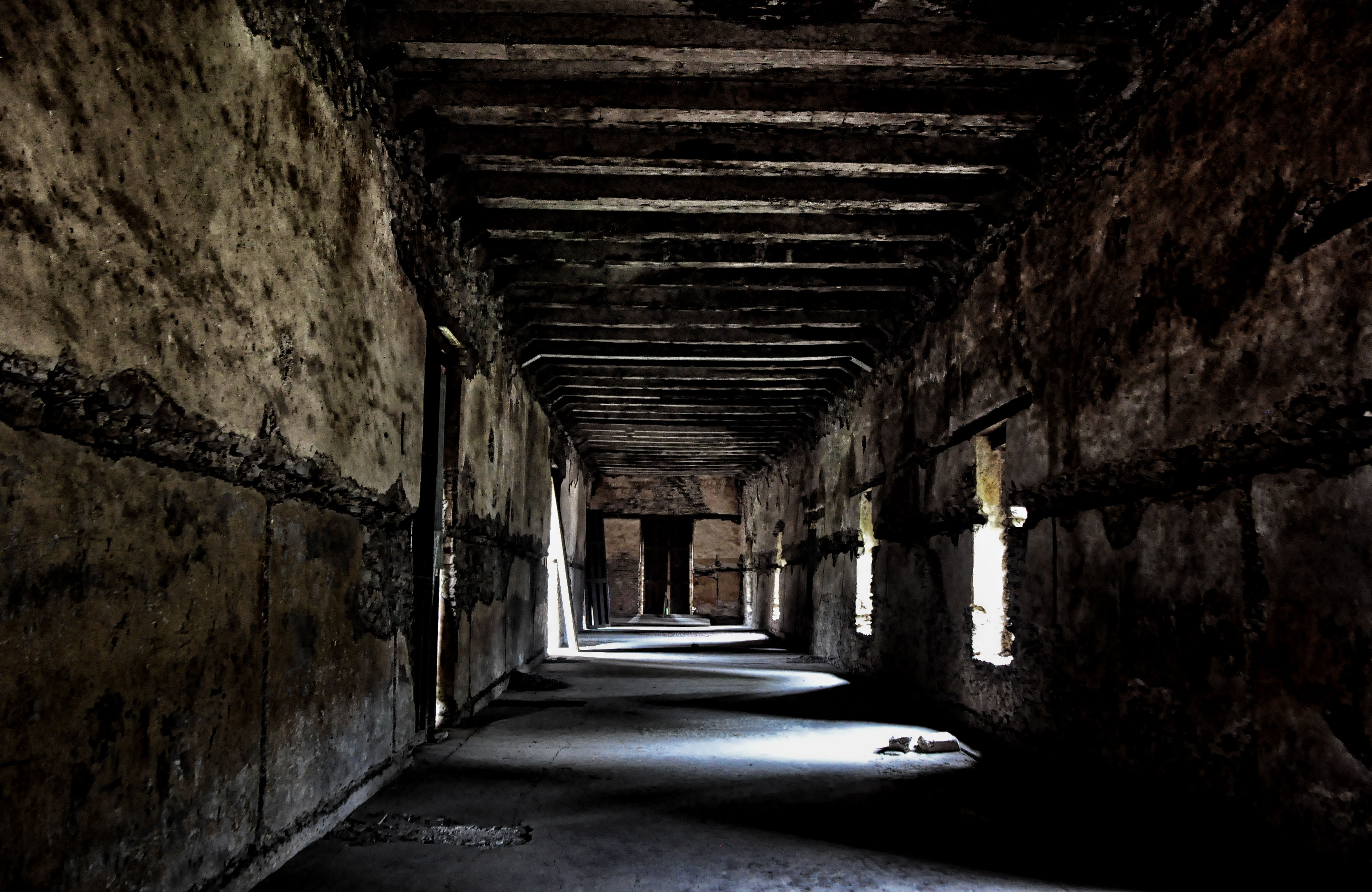
L'interno nei castelli di Gondar
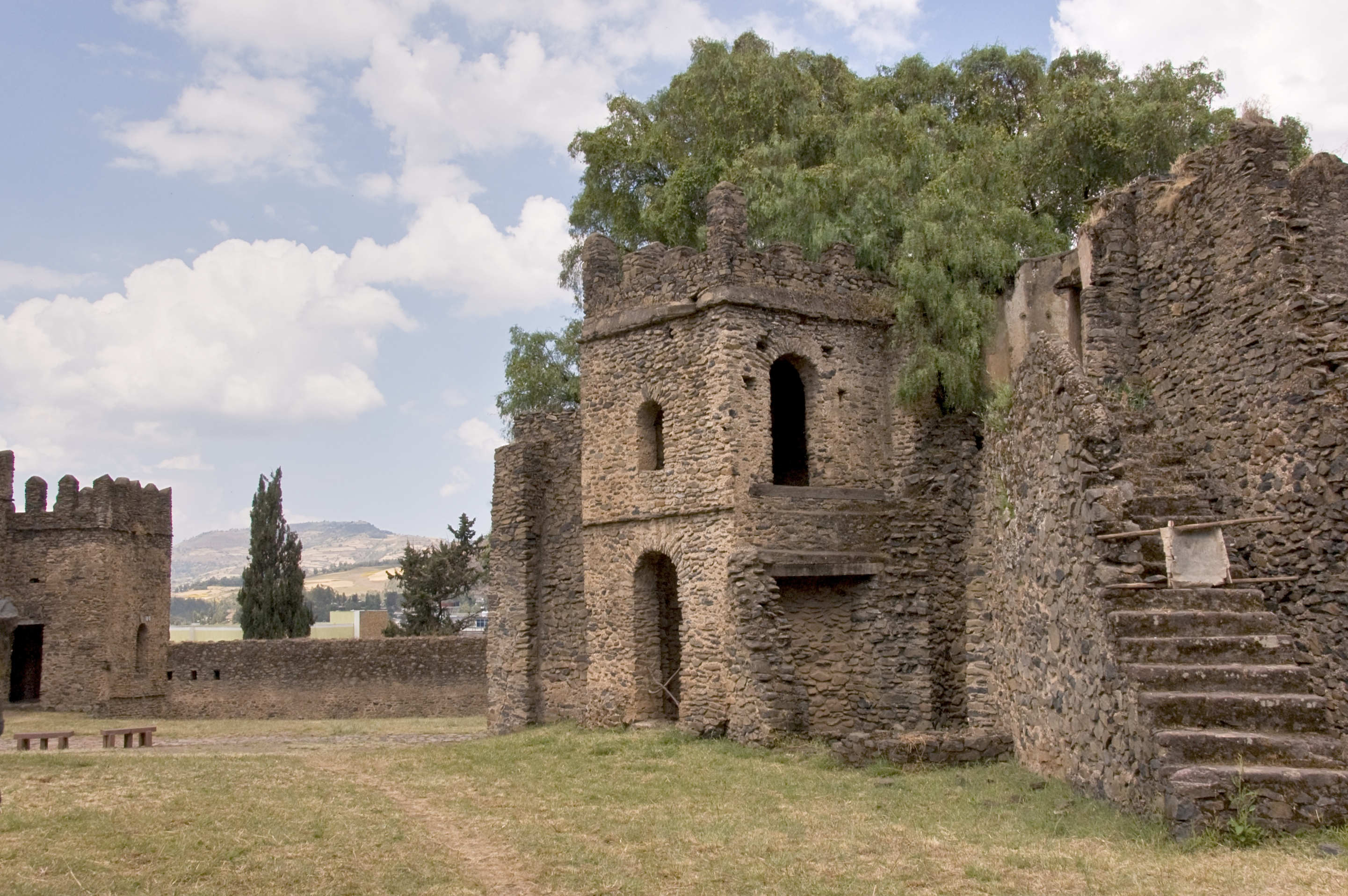
Gondar, Ethiopia
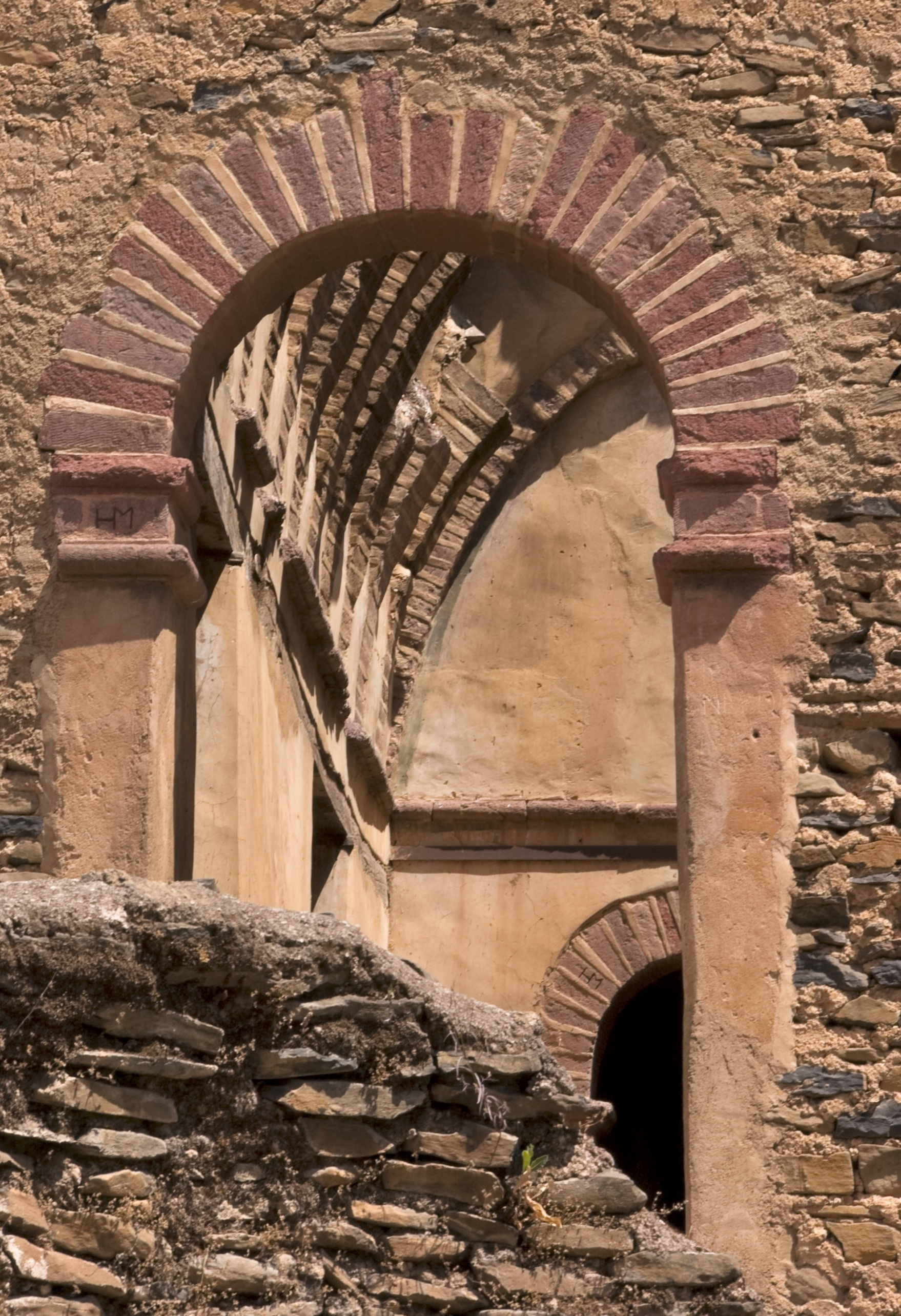
Gondar, Ethiopia
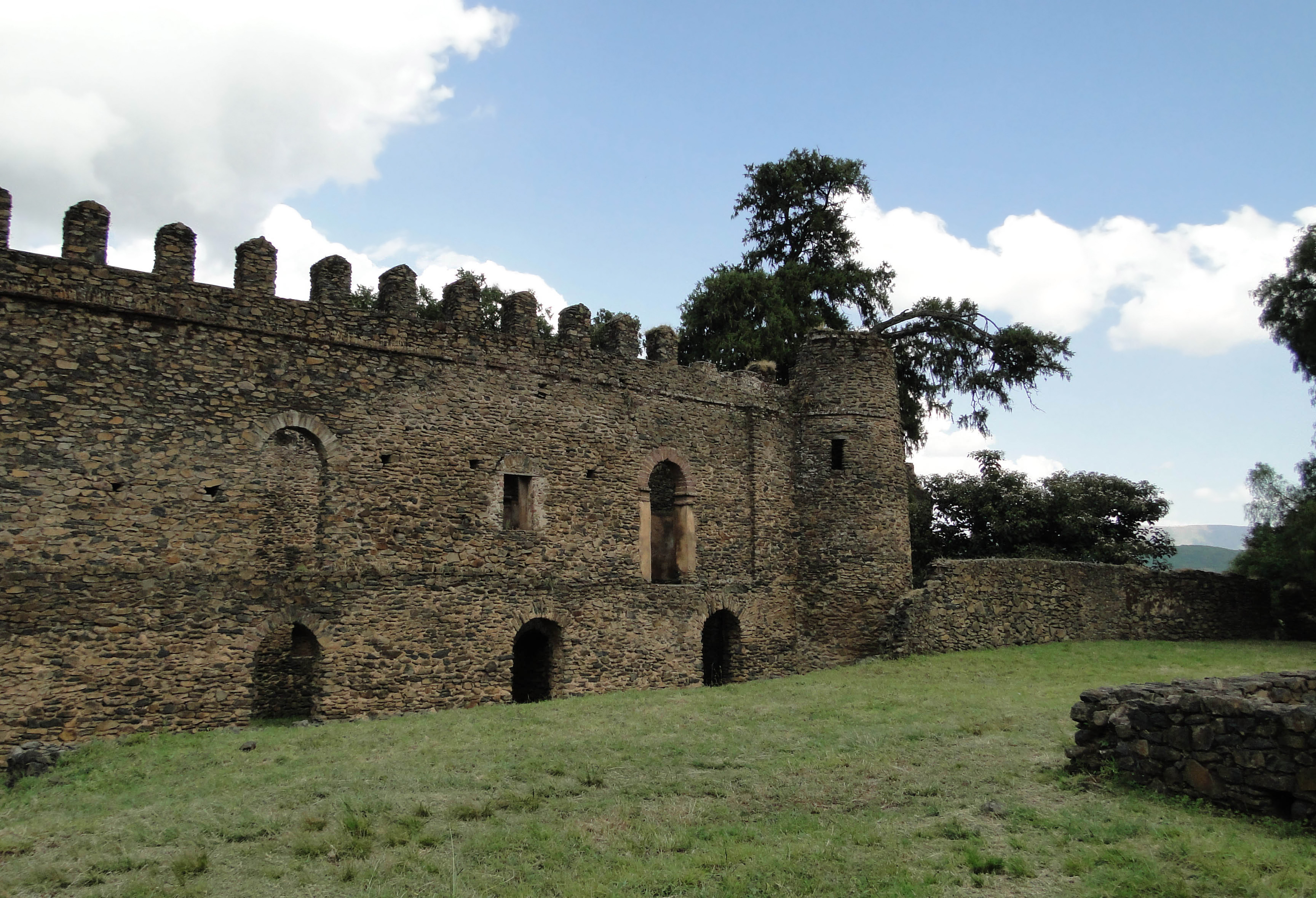
Palazzo del Negus Bakaffa
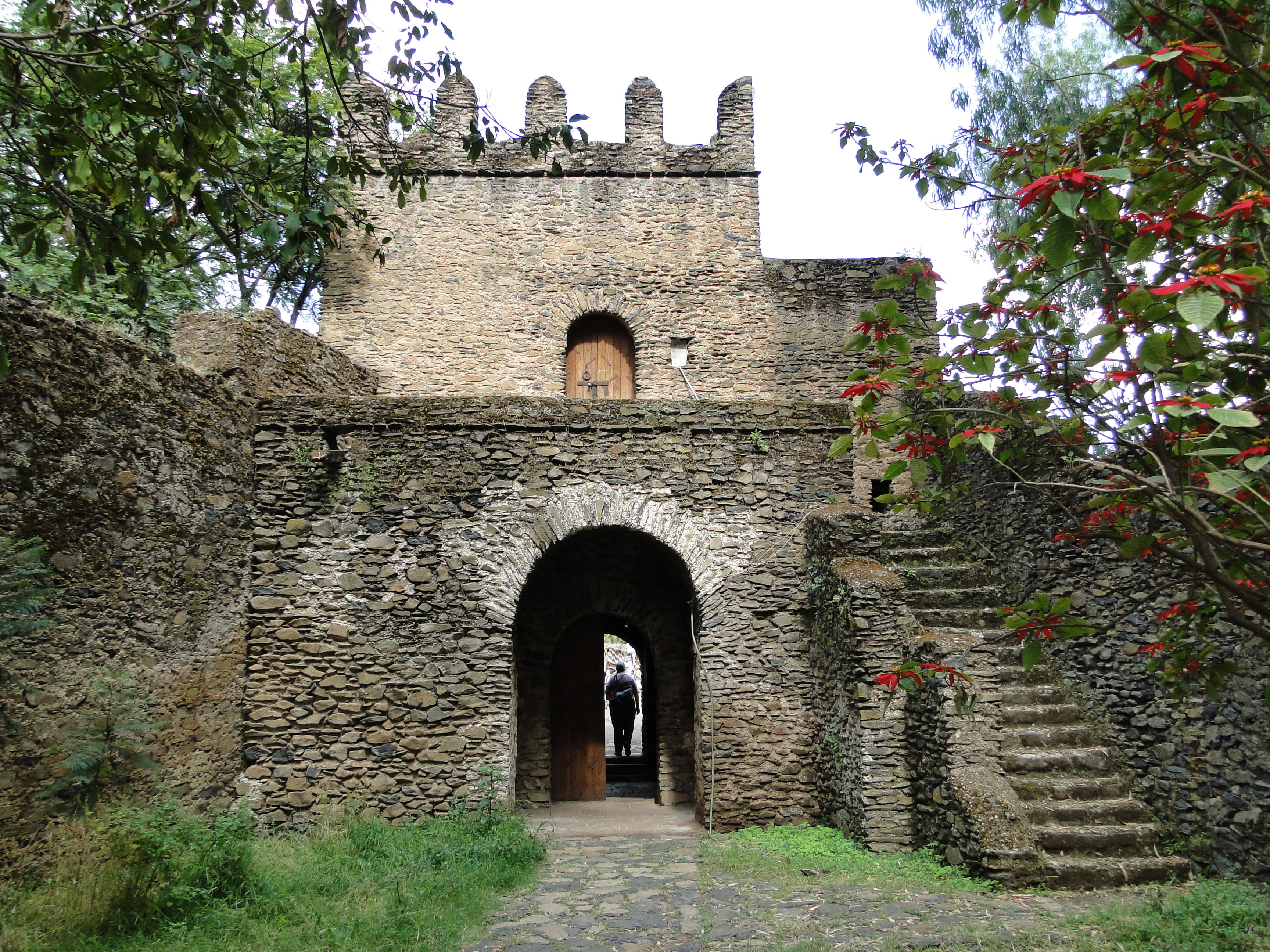
Castelli di Gondar
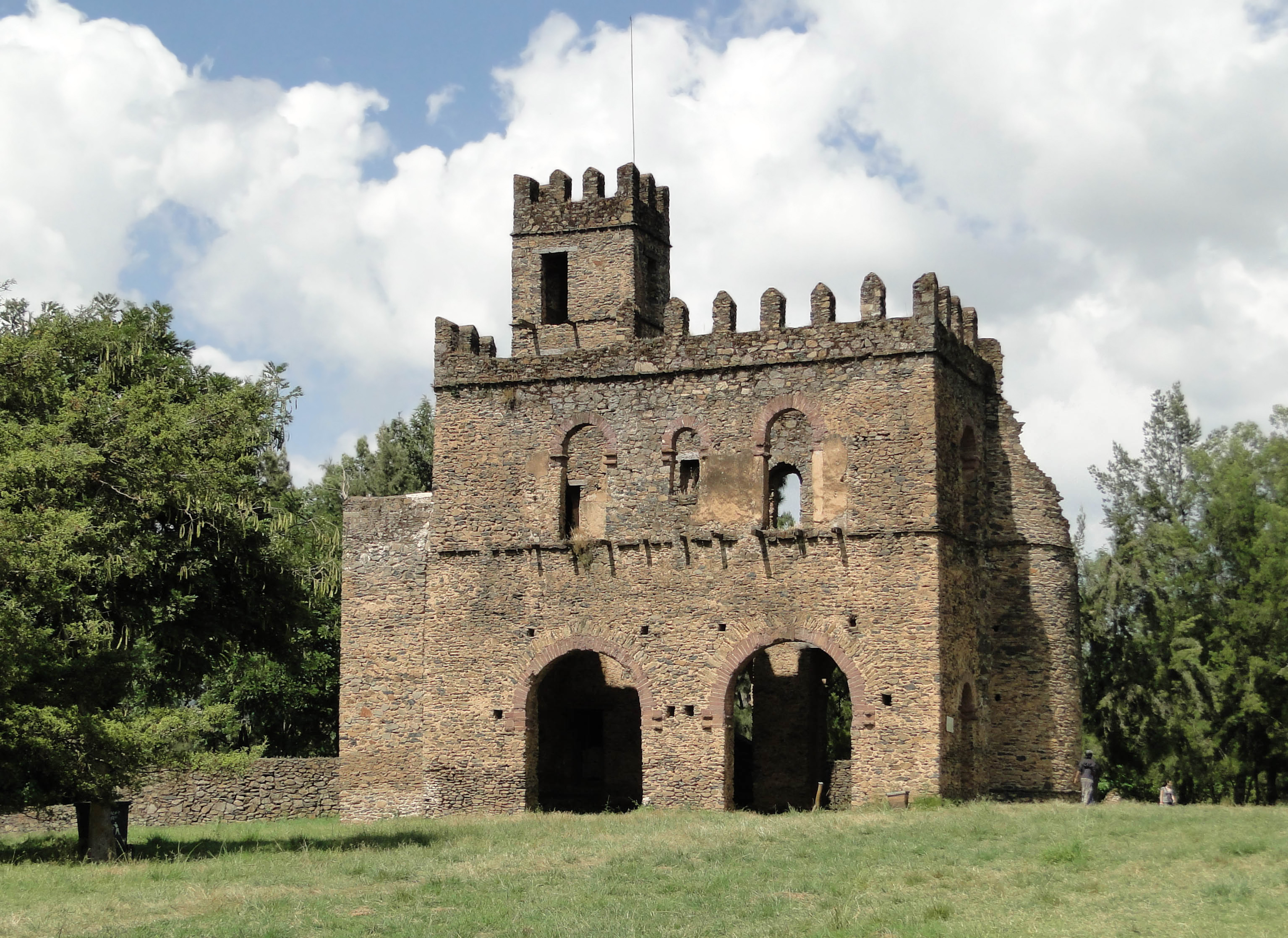
Cancelleria di Yohannes I
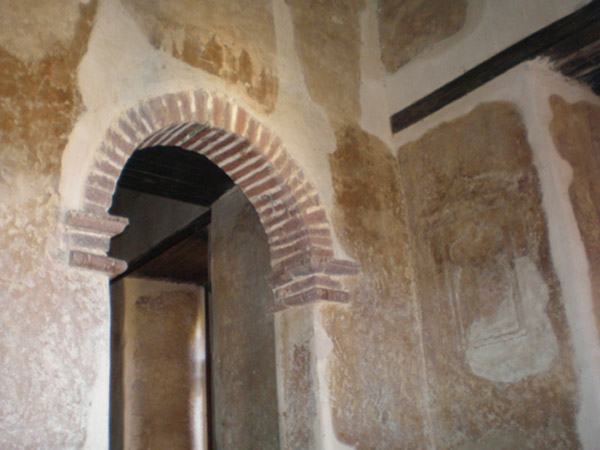
Castelli di Gondar
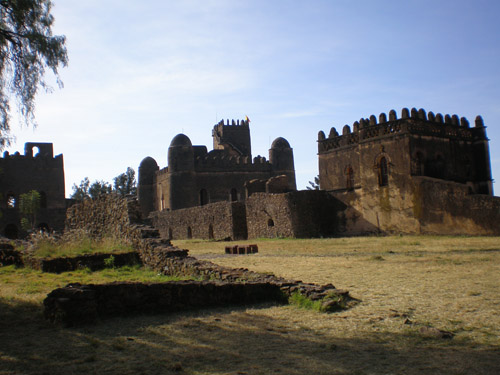
Castelli di Gondar
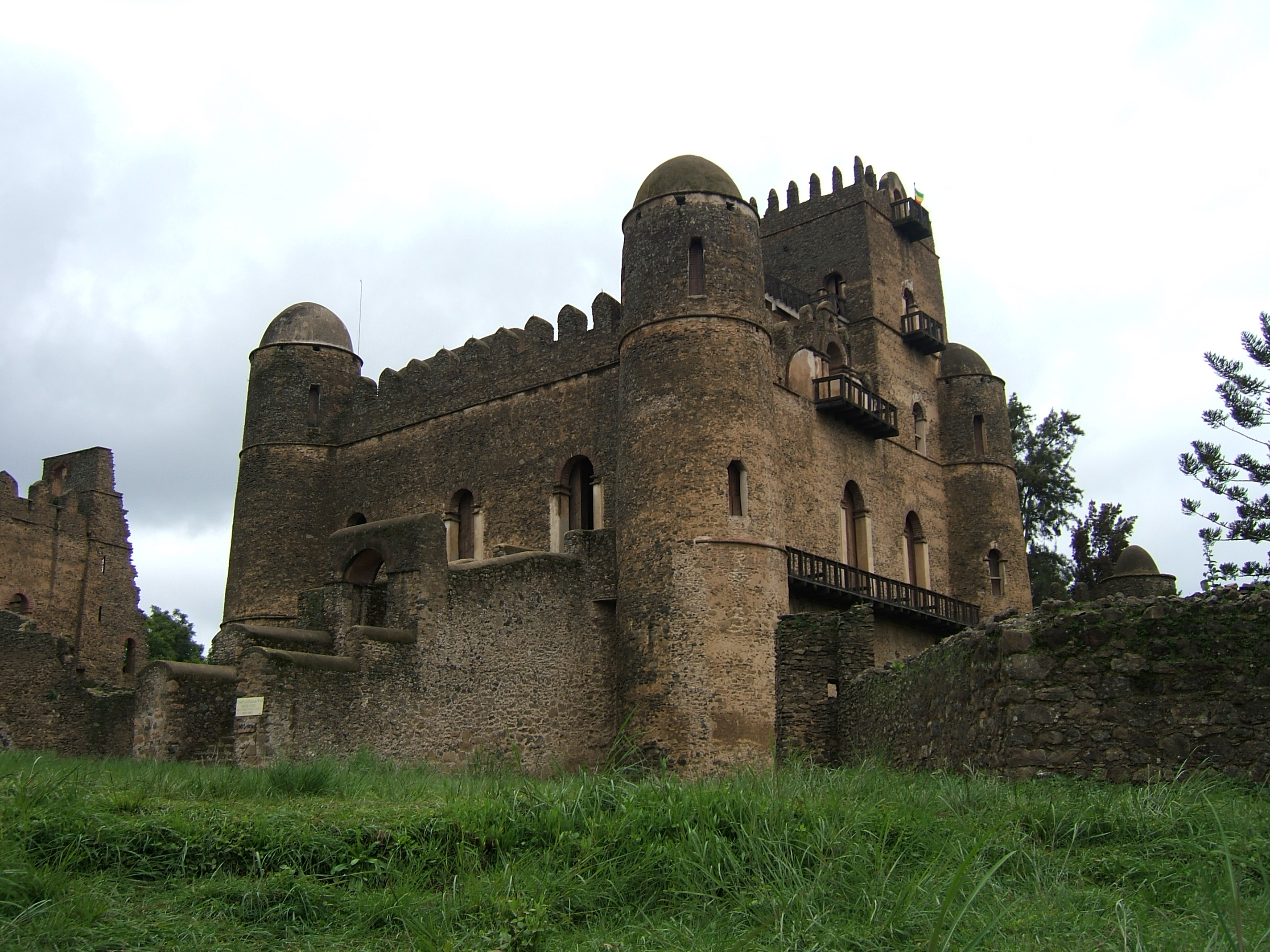
Castello del negus Fāsiladas